# Virginídeos
Virginídeos é denominação dada a diversas chuvas de meteoros cujos radiantes estão localizados na constelação de Virgo.

## Observação
Meteoros associados a essa chuva podem ser observados todos os anos entre o final de fevereiro e o início de maio.. No dia 7 de abril ocorre a atividade máxima dos Virginídeos de abril e no dia 9 é a vez dos theta virginídeos, cujo radiante está próximo à estrela theta virginis. Nos dias 11 e 12 de abril ocorre, respectivamente, a máxima atividade de outras duas chuvas de meteoros do mesmo grupo: alfa virginídeos e gama virginídeos.